# MICA (projektil)
MICA (francuski: Missile d'Interception, de Combat et d'Auto-défense, što u prevodu znači „projektil za presretanje, borbu i samoodbranu”) je francuski protivvazdušni višenamenski projektil kratkog do srednjeg dometa, sposoban za dejstvo po više ciljeva, u svim vremenskim uslovima, sa sistemom „ispali i zaboravi“ (fire-and-forget), koji proizvodi kompanija MBDA France. Namenjen je za upotrebu kako sa vazduhoplova, kao pojedinačni projektil, tako i sa kopnenih jedinica i brodova, koji mogu biti opremljeni brzim lansirnim sistemom MICA Vertical Launch System. Opremljen je sistemom za upravljanje vektorom potiska (thrust vector control – TVC). Razvoj je započet 1982. godine od strane kompanije Matra. Prva ispitivanja obavljena su 1991. godine, a raketa je ušla u operativnu upotrebu 1996. godine, kao naoružanje aviona Rafal i Miraž 2000. Zamenila je projektil Super 530 u ulozi presretanja i projektil Magic II u ulozi borbe prsa u prsa. Varijante MICA-EM i MICA-IR mogu ispuniti uloge raketa vazduh-vazduh kratkog i srednjeg dometa za dejstvo van vizuelnog dometa (BVR – Beyond Visual Range).
Raketni sistem MICA predstavlja revolucionarni pristup vazdušnoj borbi, jedinstveno kombinujući sposobnosti za borbu van vizuelnog dometa (BVR) i u vizuelnom dometu (WVR) u jedinstvenoj konstrukciji. Razvijen od strane Matra (sada MBDA France), ovaj dvonamenski raketni sistem je ušao u službu 1996. godine kao prvi pravi višenamenski vazduh-vazduh sistem naoružanja na svetu, sposoban da zameni i interceptore srednjeg dometa i rakete za blisku borbu.
Značaj MICA prevazilazi njene tehničke sposobnosti. Kao kamen temeljac francuske odbrambene suverenosti i veliki izvozni uspeh sa preko 5.000 proizvedenih raketa za 15 nacija, MICA demonstrira održivost evropskih odbrambenih inovacija u konkurisanju sa uspostavljenim američkim i ruskim sistemima. Njena jedinstvena arhitektura, koja nudi kako elektromagnetsko (EM) tako i infracrveno (IR) navođenje u identičnim konstrukcijama, pruža neviđenu taktičku fleksibilnost koja ostaje nenadmašena od strane savremenih raketnih sistema.
Dana 11. juna 2007. godine, raketa MICA lansirana sa aviona Rafal uspešno je demonstrirala sposobnost gađanja cilja „iza ramena“ (over-the-shoulder), uništivši metu koja se nalazila iza aviona sa kog je lansirana. Meta je bila označena od strane drugog aviona, a koordinate su prenete putem sistema Link 16.

## Istorijat
Početkom 1980-ih, Sjedinjene Američke Države predložile su evropskim zemljama zajednički razvoj rakete vazduh–vazduh kratkog dometa, koja bi zamenila njihove AIM-9 Sidewinder projektile, dok su same radile na razvoju rakete srednjeg dometa kao naslednika AIM-7 Sparrow. Ideja je bila da se razvojni programi podele, a da se zatim međusobno nabavljaju gotovi sistemi.
Francuska je odbila ovu ponudu i odlučila da razvije raketu sposobnu da obavlja obe misije, koristeći dva međusobno zamenljiva tragača: MICA EM (elektromagnetna verzija) zamenjuje raketu srednjeg dometa Super 530D, dok MICA IR (infracrvena verzija) zamenjuje Magic II, projektil za blisku vazdušnu borbu. Prvo lansiranje rakete MICA obavljeno je 1992. godine, a u operativnu upotrebu ušla je 1996. godine.
Ukupni trošak programa MICA vazduh–vazduh procenjen je, prema finansijskim uslovima iz 2009. godine, na 1,674 milijarde evra. Francuskom ratnom vazduhoplovstvu isporučeno je 570 raketa MICA IR i 540 raketa MICA EM, a poslednje su isporučene 2012. godine, što daje prosečnu cenu od oko 1,5 miliona evra po raketi. Njena upotreba u postojećoj konfiguraciji planirana je do perioda 2020–2025.
Godine 1995. odlučeno je da se započne razvoj Meteor rakete kao dopune sistemu MICA, za dejstva na velikim udaljenostima van vidnog dometa (BVR – Beyond Visual Range) i u skladu sa tadašnjim pravilima angažovanja (ROE – Rules of Engagement), na primer za napade na radarske avione ili avione za dopunu goriva na udaljenosti od 100 km. Prvi serijski primerci planirani su za 2012. godinu, dok je prva operativna upotreba u francuskoj vojsci zakazana za 2018. godinu. Tokom ispitne kampanje CDG8 na nosaču aviona Charles de Gaulle, izvedena su testiranja mešovite konfiguracije MICA/Meteor na avionu Rafal M02, koji je tom prilikom po prvi put nosio radar RBE2-AESA.
Razvija se i verzija MICA-NG (Nouvelle Génération – nova generacija), čije je uvođenje u upotrebu planirano oko 2025. godine. Ova verzija neće sadržavati nijednu komponentu američkog porekla, kako bi se izbegla ograničenja američke regulative o međunarodnom prometu naoružanja (ITAR – International Traffic in Arms Regulations).

## Karakteristike
Raketa MICA koristi standardnu aerodinamičku konfiguraciju optimizovanu za čitav spektar dejstava, od 0,5 do 80 kilometara. Sa dužinom od 3,1 metar i prečnikom od 160 mm, njene kompaktne dimenzije omogućavaju nošenje do šest jedinica na lovcima srednje težine, poput Rafala, čime se maksimizira borbena izdržljivost. Lansirna masa od 112 kilograma uključuje bojevu glavu mase 12 kilograma sa usmerenim fragmentacijama, koju proizvodi TDA Armements. Ova bojeva glava koristi usmereni obrazac rasprskavanja radi povećane smrtonosnosti protiv savremenih struktura borbenih letelica.
Pogonski sistem sadrži jednofazni raketni motor na čvrsto gorivo koji proizvodi kompanija Protac, koristeći niskodimni pogonski materijal Butalite radi smanjenja vizuelnog traga. Ključna inovacija nalazi se u sistemu upravljanja vektorom potiska (TVC), koji koristi četiri gasno-dinamičke lopatice za skretanje izduvnih gasova, omogućavajući trenutno manevrisanje velikim opterećenjima odmah nakon lansiranja. Ova sposobnost TVC sistema omogućava manevrisanje pri opterećenju od 50g u dometu od 0 do 7 kilometara, koje opada na 30g pri 12 kilometara usled smanjenja kinetičke energije — što značajno nadmašuje sposobnosti većine savremenih raketa, koje se kreću između 35 i 40g.
Postoje dve vazdušno-lansirane varijante kao osnovna sposobnost rakete MICA:
- MICA RF poseduje aktivni radarski sistem za samonavođenje, i
- MICA IR poseduje infracrveni (IR) sistem za samonavođenje zasnovan na formiranju slike cilja.

Standardne varijante MICA RF i MICA IR imaju identične spoljašnje dimenzije i pogonske sisteme, a razlikuju se isključivo po glavi za navođenje. U operativnoj upotrebi su od 1999. godine (RF) i 2000. godine (IR). Ove rakete postižu maksimalne brzine do 4 Maha, sa dometima dejstva od 0,5 do 60 kilometara u tipičnim uslovima, koji se mogu produžiti do 80 kilometara u optimalnim okolnostima. Sistem za dvostruki režim upaljača – sa blizinskom i udarnom funkcijom – koristi aktivni Dopler radar u Ku opsegu, čime se obezbeđuje pouzdano aktiviranje bojeve glave čak i protiv malih ili „nevidljivih“ ciljeva.
Obe varijante su projektovane da filtriraju protivmere kao što su mamci (engl. chaff) i infracrvenih mamaca (decoy flares). Jedinica za upravljanje vektorom potiska, ugrađena u raketni motor, povećava upravljivost projektila. Raketa je sposobna za navođenje nakon lansiranja (LOAL – Lock-On After Launch), što znači da može gađati ciljeve koji se u trenutku lansiranja nalaze van dometa njenih senzora. Kada je postavljena na avion Rafal, verzija MICA IR može slati infracrvene slike centralnom sistemu za obradu podataka, funkcionišući tako i kao dodatni senzor.
MICA se takođe može koristiti kao raketa zemlja–vazduh kratkog dometa. Dostupna je u kopnenoj verziji, VL MICA, koja se lansira iz kontejnera postavljenog na kamionu, i u mornaričkoj verziji, VL MICA-M, koja se lansira iz vertikalnog lansirnog sistema montiranog na brod. Dana 23. oktobra 2008. godine u 15:30, na poligonu CELM u Biskarosu (Landes), raketa VL MICA je uspešno izvela poslednje ispitno lansiranje od ukupno 14, čime je potvrđena njena spremnost za serijsku proizvodnju. Ciljna meta bila je bespilotna letelica koja je letela nisko iznad mora, na udaljenosti od 12 km; uprkos toj udaljenosti, raketa MICA opremljena aktivnim radarom uspešno je zaključala metu i oborila je.
Vertikalni lansirni MICA sistem je zahtevao značajno redizajniranje za kopnene i pomorske primene. Pomorska VL-MICA-M varijanta, operativna od 2008. godine, pruža 360-stepeno hemisferično pokrivanje sa maksimalnim dometom smanjenim na 20 kilometara zbog energetskih penala vertikalnog lansiranja. Sistem postiže intervale lansiranja od dve sekunde, omogućavajući brzo višeciljno angažovanje. Kopnene VL-MICA konfiguracije koriste nosače sa kutijastim lanserima postavljene na kamionima sa automatskim mogućnostima dopunjavanja, pružajući mobilnu odbranu područja za vredne ciljeve.
Složenost integracije se povećava za pomorske primene, zahtevajući interfejs sa brodskim sistemima upravljanja borbom i prilagođavanje pomorskim uslovima okruženja. Omanska mornarica sa Khareef-klasa korvetama je pionir u VL-MICA-M raspoređivanju 2013. godine, praćen Singapurskim Independence - klasa plovilima i egipatskim Gowind korvetama, svaki noseći između 8 i 32 vertikalne lansirne rampe zavisno od konfiguracije broda.
Korvete koje su premale da bi nosile veliki i skupi sistem raketa Aster predstavljaju najverovatnije korisnike verzije VL MICA-M, koja nudi slične sposobnosti kao Aster 15, ali bez pojačivača i vektorskog upravljanja PIF-PAF.
Iako VL MICA ima deklarisani domet od 20 km, aerodinamičke performanse su značajno umanjene pri tim udaljenostima. U rasponu od 0 do 7 km, raketa MICA ima sposobnost manevrisanja od 50g, dok se pri 12 km udaljenosti ta sposobnost smanjuje na 30g, usled gubitka energije tokom leta.

## Tehničke karakteristike (MICA EM/IR)
| Osobina      | Vrednost                                                      |
| ------------ | ------------------------------------------------------------- |
| Dužina       | 3,1 m                                                         |
| Prečnik      | 160 mm                                                        |
| Masa         | oko 112 kg                                                    |
| Domet        | do 80 km (u zavisnosti od lansirne tačke)                     |
| Brzina       | preko 4 Maha                                                  |
| Navođenje    | Inercijalno + aktivni radar (EM) ili pasivni infracrveni (IR) |
| Bojeva glava | 12 kg, fragmentaciona                                         |
| Fuzija       | Radarska blizinska i kontaktna                                |
| Pogon        | Raketa na čvrsto gorivo                                       |

### Dvostruki sistemi navođenja omogućavaju nenadmašnu fleksibilnost
- MICA EM (elektromagnetna varijanta): koristi aktivnu impulsno-Doplerovu radarsku glavu za samonavođenje tipa AD4A, koja radi u frekventnom opsegu od X do Ku opsega (10–20 GHz). Monopulsna Doplerova tehnologija obuhvata napredne protivmere protiv elektronskog ometanja (ECCM), uključujući sposobnost navođenja na izvor ometanja (home-on-jam) i frekventnu agilnost. Ova glava podržava i režim zaključavanja pre lansiranja (lock-on-before-launch, LOBL) i režim zaključavanja nakon lansiranja (lock-on-after-launch, LOAL), pri čemu drugi omogućava dejstvo po ciljevima koji se u trenutku lansiranja nalaze van domašaja glave, zahvaljujući ažuriranju putanje putem radio-veze tokom leta.

- MICA IR: koristi pasivnu infracrvenu glavu za navođenje sa dvopojasnim slikovnim senzorom i žarišnom ravni matricom (Focal Plane Array – FPA). Sistem zatvorenog hlađenja održava optimalnu temperaturu senzora tokom celog leta. Napredni algoritmi za suzbijanje infracrvenih protivmera (IRCCM) omogućavaju razlikovanje stvarnih ciljeva od mamaca pomoću spektralne i kinematičke analize. Jedinstveno za IR varijantu jeste to što ona šalje slike nazad centralnom računarskom sistemu aviona, čime efektivno funkcioniše kao dodatni senzor u toku prilaska cilju.

Obe varijante poseduju inercijalni navigacioni sistem fiksiran na strukturu rakete (strap-down), koji omogućava navođenje tokom srednje faze leta uz programabilne putne tačke za optimizovanu putanju. Dvosmerna radio-veza, kompatibilna sa taktičkom mrežom Link 16, omogućava ažuriranje cilja u realnom vremenu i podržava revolucionarnu sposobnost dejstva “preko ramena” (over-the-shoulder), demonstriranu 2007. godine, kada je raketa MICA uništila cilj koji se nalazio iza aviona sa kojeg je lansirana.

## Varijante
| Naziv             | Tip navođenja                              | Platforma   | Napomene                                                           |
| ----------------- | ------------------------------------------ | ----------- | ------------------------------------------------------------------ |
| MICA RF / EM      | Aktivni radar (elektromagnetni)            | Avionska    | Osnovna verzija sa radarom za samonavođenje                        |
| MICA IR           | Infracrveno (slikovno)                     | Avionska    | Osnovna verzija sa infracrvenim tragačem                           |
| VL MICA RF / EM   | Aktivni radar                              | Kopnena     | Lansiranje sa kamionske platforme                                  |
| VL MICA IR        | Infracrveno                                | Kopnena     | Lansiranje sa kamionske platforme                                  |
| VL MICA-M RF / EM | Aktivni radar                              | Mornarička  | Lansiranje sa brodskog vertikalnog sistema                         |
| VL MICA-M IR      | Infracrveno                                | Mornarička  | Lansiranje sa brodskog vertikalnog sistema                         |
| A3SM              | Različiti režimi                           | Podmornička | Verzija lansirana sa podmornica klase Barracuda                    |
| MICA NG           | AESA radar / Infracrveno (matrični senzor) | Višestruke  | Druga generacija, namenjena protiv stealth ciljeva sa AESA radarom |

## Poređenje sa drugim raketama
MICA je poznata po svojoj svestranosti, jer kombinuje sposobnosti projektila srednjeg i kratkog dometa. U poređenju sa američkim AIM-120 AMRAAM, MICA je lakša (112 kg naspram 162 kg za AIM-120A) i ima sličan domet (60–80 km za MICA naspram 50–70 km za AIM-120A). Njena kontrola vektora potiska daje joj prednost u manevarskoj borbi, slično projektilima za dogfight poput AIM-9 Sidewinder. Prema francuskim izvorima, MICA pruža slične performanse uz manju masu, omogućavajući avionima da nose više raketa

## Regionalni Kontekst
U regionu Balkana, nekoliko zemalja poseduje napredne borbene avione i raketne sisteme, što značajno utiče na regionalnu vojnu ravnotežu. Hrvatska operiše sa 12 Rafale aviona standarda F3-R, koji su sposobni da koriste Meteor rakete dugog dometa (Defense Mirror). Ovi avioni, nabavljeni 2021. godine, zamenili su zastarele MiG-21 avione i značajno su unapredili hrvatske vazduhoplovne sposobnosti. Grčka takođe koristi Rafale avione, koji su opremljeni MICA raketama, a verovatno imaju i pristup Meteor raketama, s obzirom na njihov status članice NATO-a i bliske veze sa Francuskom.
Srbija je 29. avgusta 2024. godine potpisala ugovor sa francuskom kompanijom Dassault Aviation za nabavku 12 Rafale aviona (9 jednoseda i 3 dvoseda) u vrednosti od 2,7 milijardi evra, sa isporukom planiranom između 2028. i 2030. godine (Reuters). Prema izjavama predsednika Srbije Aleksandra Vučića, ovi avioni će biti isporučeni sa MICA vazduh-vazduh raketama srednjeg dometa, umesto sa naprednijim Meteor raketama dugog dometa. Ovo ograničenje je u skladu sa politikom ograničavanja izvoza naprednog oružja zemljama van NATO-a, slično kao u slučaju Egipta, čiji Rafale avioni takođe ne koriste Meteor rakete (Military Watch Magazine).

### Implikacije za Srbiju
Odluka da se srpski Rafale avioni opreme MICA raketama umesto Meteor raketama ima značajne operativne implikacije. MICA rakete, sa dometom do 80 km, pružaju visoku sposobnost u borbi na kratkim i srednjim dometima, zahvaljujući dvostrukim sistemima navođenja (radarskim i infracrvenim) i kontroli vektora potiska (MBDA MICA). Međutim, Meteor rakete, sa dometom preko 100 km, omogućavaju angažovanje ciljeva na znatno većim udaljenostima, što je ključno u modernim vazdušnim borbama izvan vizuelnog dometa (BVR). Stoga, u potencijalnim vazdušnim sukobima, srpski Rafale avioni mogu biti u nepovoljnijem položaju u odnosu na avione susednih zemalja koji koriste Meteor rakete, poput hrvatskih Rafale aviona.
Ipak, Rafal je visoko napredna platforma sa odličnim senzorima, uključujući RBE2-AESA radar i SPECTRA sistem za elektronsko ratovanje, što značajno povećava njegovu borbenu efikasnost (Dassault Rafale). MICA rakete su fleksibilne i efikasne u različitim borbenim situacijama, uključujući borbu izbliza i presretanje na srednjem dometu. Srbija može dodatno razmatrati nabavku drugih sistema, poput protivavionskih raketa ili bespilotnih letelica, kako bi kompenzovala ograničenja u dometu svojih vazduh-vazduh raketa.

### Regionalna vojna dinamika
Pored Hrvatske i Grčke, druge zemlje u regionu takođe poseduju značajne vazduhoplovne sposobnosti. Mađarska operiše sa Gripen C/D avionima, koji su opremljeni AIM-120 AMRAAM raketama, sa dometom sličnim ili nešto manjim od Meteor raketa. Iako nije potvrđeno da Mađarska koristi Meteor rakete, njihovi Gripen avioni imaju napredne borbene sposobnosti. Rumunija koristi F-16 avione sa AIM-120 AMRAAM raketama, koje imaju domet do 160 km u najnovijim verzijama, što ih čini konkurentnim u daljinskim borbama (Defense News).
| Zemlja   | Avion               | Glavne rakete          | Domet raketa                      |
| -------- | ------------------- | ---------------------- | --------------------------------- |
| Hrvatska | Rafale F3-R         | MICA, Meteor           | Do 80 km (MICA), >100 km (Meteor) |
| Grčka    | Rafale, Mirage 2000 | MICA, verovatno Meteor | Do 80 km (MICA), >100 km (Meteor) |
| Srbija   | Rafale (od 2028)    | MICA                   | Do 80 km                          |
| Mađarska | Gripen C/D          | AIM-120 AMRAAM         | Do ~120 km                        |
| Rumunija | F-16                | AIM-120 AMRAAM         | Do ~160 km                        |

### Geopolitički faktori
Ograničenje na Meteor rakete za Srbiju verovatno odražava šire geopolitičke faktore. Srbija, kao zemlja kandidat za članstvo u EU koja održava neutralnu poziciju i ima istorijske veze sa Rusijom, suočava se sa ograničenjima u pristupu najnaprednijim zapadnim oružanim sistemima. Slična ograničenja su primenjena na Egipat, čiji Rafale i F-16 avioni koriste starije ili manje sposobne rakete. Ovo ukazuje na politiku Zapada da ograniči izvoz oružja koje bi moglo promeniti regionalnu ravnotežu ili biti deljeno sa trećim stranama, poput Rusije.
Srbija je izrazila nameru da ne deli tehnologiju Rafale aviona sa Rusijom. Ova izjava ima za cilj da ublaži zabrinutost Zapada, ali ograničenja na Meteor rakete i dalje ostaju.

### Alternativne opcije za Srbiju
Postoje izveštaji da Srbija razmatra integraciju svojih postojećih ruskih raketa, poput R-27ER1 (domet 100 km) i R-77E, na Rafale avione, uz saradnju sa izraelskom kompanijom Elbit Systems. Ovo bi moglo omogućiti Srbiji da zadrži određeni nivo daljinskih borbenih sposobnosti, iako integracija ruskih raketa na zapadne platforme može biti tehnički izazovna i politički osetljiva.
Pored toga, Srbija već koristi kineske protivavionske sisteme, poput FK-3 (eksportna verzija HQ-22), što ukazuje na njenu strategiju diverzifikacije vojnih nabavki. Ova raznovrsnost može pomoći Srbiji da izgradi uravnotežene odbrambene sposobnosti, uprkos ograničenjima na određene zapadne tehnologije.

### Buduće perspektive
Nabavka Rafale aviona predstavlja značajan korak u modernizaciji srpskih vazduhoplovnih snaga, zamenjujući zastarele MiG-29 avione i povećavajući operativne sposobnosti u regionu. Ipak, ograničenje na MICA rakete može zahtevati dodatne investicije u druge sisteme ili strategije kako bi se osigurala konkurentnost u daljinskim vazdušnim borbama.
U budućnosti, Srbija može razmotriti nabavku MICA NG raketa, koje su u razvoju i očekuju se do 2026. godine, sa poboljšanim tragačima i performansama (MBDA MICA NG). Ovo bi moglo dodatno unaprediti sposobnosti srpskih Rafale aviona bez potrebe za politički osetljivim Meteor raketama.
U zaključku, dok nabavka Rafale aviona sa MICA raketama značajno jača srpske vazduhoplovne snage, ograničenja u pogledu Meteor raketa naglašavaju složenost regionalne vojne dinamike i geopolitičkih faktora koji oblikuju vojne nabavke u regionu.

## Budući Razvoj
Program MICA NG (nove generacije), predstavlja sledeću evoluciju MICA projektila, pokrenut 2018. godine, pod vođstvom kompanije MBDA i francuske Direkcije za nabavku odbrane (DGA), a sa prvim probnim lansiranjem u junu 2025, a prve isporuke planirane su za 2026. godinu., donosi revolucionarna unapređenja. Ideja ovog projekta je da se odgovori na sve složenije pretnje u modernom vazdušnom prostoru, uključujući stealth avione, bespilotne letelice (UAV), male letelice i ciljeve sa smanjenim infracrvenim i elektromagnetskim potpisima. Dvopulsni raketni motor na čvrsto gorivo, koji je razvio Roxel, omogućava povećanje dometa za 40% zahvaljujući optimizovanim profilima potiska, čime se borbeni domet potencijalno produžava na preko 100 kilometara, uz očuvanu sposobnost manevrisanja u završnoj fazi leta.
Radarska glava za RF varijantu koristi AESA tehnologiju (radar sa aktivno elektronski upravljanim nizom antena), koja pruža poboljšanu otpornost na elektronsko ometanje i bolju efikasnost protiv ciljeva sa smanjenim radarskim odrazom (stealth).
Infracrvena (IR) varijanta dobija novu senzorsku matricu sa znatno povećanom osetljivošću, omogućavajući otkrivanje ciljeva sa umanjenim infracrvenim potpisima. Obe varijante uključuju unutrašnje senzore za praćenje tehničkog stanja, koji omogućavaju dijagnostiku u realnom vremenu tokom celog projektovanog radnog veka od 30 godina. Smanjeni obim elektronskih komponenti oslobađa dodatni prostor za pogonsko gorivo, što dodatno doprinosi produženju dometa, bez povećanja dimenzija rakete.
MICA NG će biti integrisana na Rafale avione standarda F4.1, a očekuje se i njena upotreba na drugim platformama koje trenutno koriste MICA projektil, poput Miraž 2000-5, zahvaljujući kompatibilnosti sa postojećim lanserima.

### MICA NG odgovara na nove bezbednosne pretnje
Program MICA nove generacije (NG) direktno odgovara na širenje tehnologije smanjenog radarskog odraza (stealth) i pretnje sa produženim dometom. Povećanje dometa za 40%, do potencijalnih 100+ kilometara, zatvara razliku u odnosu na nove rakete velikog dometa, uz očuvanje tradicionalne agilnosti rakete MICA. AESA tehnologija glave za samonavođenje omogućava poboljšane sposobnosti protiv ciljeva sa malim radarskim odrazom zahvaljujući povećanoj osetljivosti i otpornosti na elektronsko ometanje.
Integracija u mrežno-centrisano ratovanje omogućava MICA NG da funkcioniše unutar šireg borbenog „oblaka“ (combat cloud). Fuzija podataka u realnom vremenu sa više senzora različitih platformi povećava verovatnoću uspešnog dejstva i smanjuje ranjivost sistema. Sposobnost saradničkog napada putem Link 16 omogućava lansiranje sa jedne platforme, dok druga preuzima terminalno navođenje — čime se efektivni domet značajno proširuje.

### Okviri međunarodne saradnje garantuju dugoročnu relevantnost
Podrška Evropskog odbrambenog fonda u iznosu od 7,3 milijarde evra (2021–2027) obezbeđuje sredstva za razvoj, dok integracija u budući borbeni vazduhoplovni sistem (FCAS) garantuje kompatibilnost sa platformama sledeće generacije. Multinacionalna struktura MBDA olakšava razmenu tehnologije, uz očuvanje nacionalnog suvereniteta i kontrole nad ključnim sposobnostima.
Standardizacija kroz NATO zahteve za interoperabilnost podstiče razvoj zajedničkih interfejsa koji su korisni za izvozne kupce. Sporazumi o transferu tehnologije, posebno sa Indijom kao velikim naručiocem, mogli bi omogućiti delimičnu lokalnu proizvodnju, pri čemu se zadržavaju MBDA-ove strateške prednosti u ključnim tehnologijama.

### Ključne Tehnološke Inovacije
MICA NG donosi značajna poboljšanja u odnosu na trenutnu generaciju MICA projektila, fokusirajući se na povećanje dometa, unapređenje tragača i poboljšanje manevarskih sposobnosti. Glavne karakteristike uključuju:
- Povećan Domet: Novi dvopulzni raketni motor, razvijen od strane kompanije Roxel, u kombinaciji sa smanjenim volumenom elektronskih komponenti omogućava veći kapacitet propelanta. Ovo rezultira povećanjem dometa za vazduh-vazduh verziju, procenjenim na do 40% više od trenutnih 60–80 km, potencijalno dostižući preko 100 km, iako tačni podaci nisu javno dostupni. Za vertikalno lansiranu verziju (VL MICA NG), domet je potvrđen na 40 km, što je dvostruko više od trenutnih 20 km (MBDA VL MICA NG).
- Napredni Tragači: Infracrveni tragač MICA NG koristi matrični senzor (focal plane array), koji pruža veću osetljivost i rezoluciju za detekciju ciljeva sa niskim toplotnim potpisom, poput bespilotnih letelica i stealth aviona (Seapower Magazine). Radarski tragač opremljen je AESA (Active Electronically Scanned Array) antenom, razvijenom od strane Thalesa, koja omogućava pametne strategije detekcije i praćenje ciljeva u složenim elektronskim okruženjima.
- Poboljšana Manevarska Sposobnost: Dvopulzni raketni motor omogućava dva odvojena sagorevanja: prvo za ubrzanje projektila do visoke brzine, a drugo za dodatni potisak u terminalnoj fazi, čime se povećava sposobnost presretanja brzih i manevarskih ciljeva, uključujući supersonične protivbrodske rakete u slučaju VL MICA NG.
- Smanjeni Troškovi Održavanja: Ugrađeni senzori za praćenje stanja projektila omogućavaju realno-vremensko praćenje performansi i smanjuju potrebu za redovnim održavanjem, čime se smanjuju operativni troškovi i povećava spremnost projektila.
- Kompatibilnost i Interoperabilnost: MICA NG zadržava iste aerodinamičke karakteristike, masu (112 kg), dužinu (3,1 m) i prečnik (160 mm) kao trenutna MICA, što omogućava laku integraciju sa postojećim platformama i lanserima bez potrebe za značajnim modifikacijama (MBDA MICA NG). Ovo uključuje i interoperabilnost sa trenutnim MICA projektilima, omogućavajući kombinovanu upotrebu u prelaznom periodu.
- Operativna Fleksibilnost: MICA NG nastavlja da nudi "fire-and-forget" funkcionalnost i sposobnost angažovanja više ciljeva istovremeno. Infracrvena verzija (IR MICA NG) pruža presretanje bez emitovanja radarskih signala, što je posebno korisno protiv ciljeva sa naprednim sistemima upozorenja. Kombinacija režima zaključavanja pre lansiranja (Lock-On-Before-Launch) i posle lansiranja (Lock-On-After-Launch) omogućava 360° lansirni omotač, povećavajući taktičku fleksibilnost (MBDA MICA NG).

### Varijante u Razvoju
Pored vazduh-vazduh verzije, razvija se i VL MICA NG, vertikalno lansirana varijanta za kopnene i pomorske snage, koja je predstavljena na izložbi Euronaval-Online 2020. godine. Ova verzija koristi isti MICA NG projektil, ali je prilagođena za vertikalne lansirne sisteme, sa dometom od 40 km i poboljšanim sposobnostima protiv supersoničnih i manevarskih pretnji, poput protivbrodskih raketa. VL MICA NG je već privukla pažnju međunarodnih kupaca, uključujući Egipatsku mornaricu kao prvog potvrđenog korisnika za fregate klase MEKO A200.
Takođe, postoji potencijal za dalji razvoj verzije A3SM za podmornice, slično trenutnoj verziji za podmornice klase Barracuda francuske mornarice, iako specifični planovi za A3SM NG nisu javno objavljeni.

### Smernice za Budući Razvoj
Da bi MICA NG ostala konkurentna u narednim decenijama, razvoj treba da se fokusira na sledeće oblasti:
- Dalje Povećanje Dometa: Iako MICA NG već nudi značajno povećanje dometa, dalji razvoj može ciljati na približavanje dometu projektila poput MBDA Meteor (preko 100 km), posebno za vazduh-vazduh misije, kako bi se omogućilo angažovanje ciljeva na većim udaljenostima.
- Borba Protiv Asimetričnih Pretnji: S obzirom na sve veću upotrebu rojeva dronova i drugih asimetričnih pretnji, MICA NG treba da unapredi sposobnosti za angažovanje više malih ciljeva istovremeno, potencijalno kroz poboljšane algoritme za praćenje i ciljanje.
- Integracija sa Novim Platformama: Pored Rafale aviona, MICA NG treba da bude prilagođena za buduće borbene platforme, uključujući bespilotne borbene letelice i potencijalne naslednike Rafale aviona, poput projekta Future Combat Air System (FCAS).
- Poboljšana Mrežna Povezanost: Integracija sa naprednim sistemima za prenos podataka, poput Link 16 i budućih širokopojasnih veza na Rafale F4 standardu, omogućiće MICA NG da koristi podatke sa drugih platformi za preciznije navođenje, posebno u režimu zaključavanja posle lansiranja.
- Smanjenje Logističkih Zahteva: Dalji razvoj treba da teži ka smanjenju logističkog otiska, uključujući manju potrebu za osobljem i duži vek trajanja projektila, kako bi se olakšala upotreba u ekspedicijskim operacijama (MBDA VL MICA NG).
- Eksportni Potencijal: S obzirom na to da trenutnu MICA koristi 14 zemalja, a VL MICA je u upotrebi kod 15 oružanih snaga, MBDA treba da cilja na širenje tržišta MICA NG, posebno u zemljama poput Srbije, koja planira nabavku Rafale aviona od 2028. godine, čime bi MICA NG mogla postati deo arsenala.

### Poređenje sa Konkurencijom
| Karakteristika        | MICA NG                               | AIM-120 AMRAAM     | R-77               |
| --------------------- | ------------------------------------- | ------------------ | ------------------ |
| Masa                  | 112 kg                                | 162 kg             | 175 kg             |
| Domet (procenjeni)    | >100 km (vazduh–vazduh)               | 120–160 km (C7/D)  | 110 km             |
| Tragači               | IR (matricni), RF (AESA)              | RF (aktivni radar) | RF (aktivni radar) |
| Manevarska sposobnost | Visoka (dvopulzni motor, 50g na 7 km) | Srednja (30g)      | Srednja (30g)      |
| Stealth presretanje   | Да (IR verzija)                       | Не                 | Не                 |
| Platforme             | Rafale, Mirage 2000, VLS              | Razni NATO avioni  | Su-30, MiG-29      |

MICA NG se ističe po svojoj svestranosti i sposobnosti za tiho presretanje, što je čini posebno pogodnom za složene borbene scenarije gde je potrebno izbegavanje detekcije od strane neprijateljskih sistema (MBDA MICA NG).

### Zaključak
MICA NG predstavlja značajan korak napred u razvoju MICA projektila, pružajući unapređene performanse za borbu protiv budućih pretnji. Sa fokusom na povećan domet, napredne tragače, poboljšanu manevarsku sposobnost i smanjene troškove održavanja, MICA NG će ojačati sposobnosti francuskih i savezničkih oružanih snaga. Njen razvoj takođe otvara vrata za širenje na nova tržišta, uključujući zemlje poput Srbije, i postavlja temelje za dalje inovacije u oblasti vazduh-vazduh i zemlja-vazduh sistema odbrane.

## Operativna istorija i borbene performanse

### Razvojni put odražava evoluirajuće zahteve
Početni razvoj u periodu od 1982. do 1987. godine uspostavio je koncept rakete sa dvostrukom namenom, osmišljene da zameni i raketu Super 530D i Magic II. Prva ispitivanja iz 1991. godine i probno lansiranje 1992. godine potvrdili su dizajn, pre nego što je raketa ušla u operativnu upotrebu 1996. godine. Početna operativna raspodela na 37 francuskih aviona Mirage 2000-5 predstavljala je osnovu sposobnosti, uz postepeno širenje unutar inventara francuskog ratnog vazduhoplovstva i mornarice na ukupno 1.110 raketa.
Izvozni uspeh započeo je narudžbinom Tajvana iz 1992. godine za 960 raketa, što je potvrdilo prihvatanje na međunarodnom tržištu. Sledeće velike narudžbine uključuju Indiju (1.200 raketa), Grčku (100), Egipat (150) i Katar, čime se MICA svrstava među najuspešnije izvozne rakete u Evropi. Kopneno-vazdušna varijanta VL-MICA dodatno je proširila bazu korisnika na Maroko (200 raketa), Oman i više mornaričkih operatera.

### Ograničena borbena upotreba onemogućava konačnu procenu
Uprkos širokoj operativnoj upotrebi u Libiji (2011), Maliju (2013) i stalnim operacijama iznad Iraka i Sirije (od 2014. do danas), konkretni borbeni angažmani ostaju poverljivi. Odsustvo javno poznatih obaranja u kontrastu je s dokumentovanom borbenom upotrebom AMRAAM raketa, ali to može više govoriti o operativnoj bezbednosti nego o ograničenjima u performansama. Demonstracija dejstva „preko ramena“ iz 2007. godine i dosledni uspesi na vežbama ukazuju na visoku borbenu spremnost.
VL-MICA je dokazala svoju operativnu sposobnost tokom vežbe ASTER25 2025. godine, dok je prvo lansiranje MICA NG rakete u junu 2025. potvrdilo unapređenja nove generacije. Ostvareni uspeh u svih 14 kvalifikacionih lansiranja VL-MICA varijante pokazuje zrelost i pouzdanost tehnologije.

### Integracija na platforme proširuje operativni spektar
Integracija na avion Rafale maksimizira sposobnosti rakete MICA zahvaljujući modularnoj avionici i fuziji senzora. Mogućnost nošenja šest raketa uz očuvanu višenamensku sposobnost pruža taktičku fleksibilnost. Nadogradnje Mirage 2000-5/9, naročito kroz indijski modernizacioni program vredan 2,2 milijarde dolara, potvrđuju uspešnu integraciju sa starijim platformama.
Modernizacija aviona Mirage F1 kroz ASTRAC program, kojim se stvara sposobnost „džepnog Rafala“, ilustruje transformativni potencijal MICA sistema i za starije letelice. Integracija u mornaričke sisteme kod više od 10 međunarodnih flota potvrđuje adaptabilnost za lansiranje sa brodova, dok primena na podmornicama klasa Barracuda i Kalvari širi domene primene i na podvodne platforme.

## Proizvodna izvrsnost i industrijska osnova

### Proizvodnja MBDA demonstrira evropski industrijski kapacitet
Primarna proizvodnja raketa odvija se u MBDA pogonima u Le Plessis-Robinsonu, Selles-Saint-Denisu i Bourgesu, što predstavlja koncentrisanu stručnost evropske industrije vođenih projektila. Tri-nacionalna struktura kompanije (Francuska, Nemačka, Italija), sa proširenjima na Španiju i Ujedinjeno Kraljevstvo, omogućava prenos tehnologije i nabavku komponenti širom evropske odbrambene industrijske baze.
Ključni dobavljači podsistema održavaju specijalizovanu stručnost: Thales obezbeđuje RF glave za navođenje kroz AD4A radarsku tehnologiju, dok Safran isporučuje IR glave – sa preko 30.000 proizvedenih jedinica kroz sve programe. Protac proizvodi raketne motore na čvrsto gorivo, dok Roxel razvija napredne dvopulsne motore za varijantu MICA NG. Ovaj distribuirani model proizvodnje osigurava otpornost lanca snabdevanja, uz očuvanje kontrole nad ključnim tehnologijama.
Proizvodni pokazatelji potvrđuju održivi kapacitet – preko 5.000 raketa proizvedeno je od 1996. godine. Isporuka 1.000-te rakete francuskim oružanim snagama u oktobru 2010. predstavlja važnu prekretnicu, dok kontinuirana proizvodnja za izvozne naručioce održava visoku stručnost. Ugovor iz 2018. godine o pirotehničkoj obnovi 300 raketa produžio je njihov životni vek do 2030. godine, što pokazuje posvećenost punom životnom ciklusu proizvoda.

## Strateška procena

### MICA zauzima jedinstveno mesto u globalnoj hijerarhiji raketnih sistema
Sposobnost MICA sistema za dvostruku namenu i dalje je bez presedana, pružajući taktičkim komandantima izuzetnu fleksibilnost u okviru jednog oružanog sistema. Iako domet BVR (izvan vizuelnog dometa) zaostaje za specijalizovanim raketama kao što su Meteor ili AIM-120D, a manevrisanje u bliskoj borbi (WVR) nije na nivou najnaprednijih raketa za dogfight, MICA briljira u srednjem dometu – gde se odvija većina savremenih vazdušnih sukoba.
Za manje vazduhoplovne snage, MICA nudi posebnu vrednost kroz pojednostavljenu logistiku i obuku, a istovremeno obezbeđuje pouzdane sposobnosti u celokupnom spektru borbe. Mogućnost izbora između RF i IR varijante u skladu sa taktičkom situacijom pruža fleksibilnost koju sistemi sa jednom vrstom glave ne mogu da ponude. Ovo je naročito korisno u složenim uslovima elektronskog ratovanja ili kada se suočava sa kombinovanim ciljevima.

### Tehnološka evolucija obezbeđuje konkurentski položaj
Razvoj MICA NG jasno pokazuje opredeljenost MBDA da održi tehnološku relevantnost. Kombinacija produženog dometa, unapređenih glava za navođenje i poboljšanih protivmera rešava dosadašnja ograničenja uz očuvanje ključnih prednosti sistema. Projektovani radni vek od 30 godina uz integrisani sistem za nadzor stanja smanjuje ukupne troškove životnog ciklusa, što ublažava višu cenu po jedinici u poređenju sa nekim konkurentima.
Integracija u savremene evropske odbrambene inicijative obezbeđuje kontinuiranu podršku razvoju i kompatibilnost sa novim platformama. Kako programi za lovce šeste generacije sazrevaju, napredna arhitektura podataka i mrežno-centrisane sposobnosti MICA NG rakete pozicioniraju je za dugoročnu upotrebu do sredine 21. veka.

### Operativne implikacije favorizuju fleksibilno raspoređivanje
Dokazana pouzdanost MICA sistema na vazdušnim, kopnenim i pomorskim platformama omogućava komandantima konzistentnu borbenu sposobnost bez obzira na operativni domet. Vertikalna lanserna adaptacija posebno povećava sposobnosti samoodbrane za manje brodove koji ne mogu da nose veće raketne sisteme za odbranu šire oblasti. Integracija na podmornice proširuje ovu fleksibilnost i na podvodne platforme, pružajući kritičnu odbranu od aviona za pomorski nadzor.
Za vojne planere, MICA predstavlja zreo i proveren sistem sa postojećom infrastrukturom za logistiku i obuku. Široka baza korisnika olakšava međunarodnu saradnju i razmenu najboljih praksi. Iako ograničenja u integraciji sa određenim platformama umanjuju univerzalnu primenu, postojeći korisnici imaju korist od stalnih unapređenja kroz MICA NG program.
MICA raketni sistem predstavlja primer uspešne evropske odbrambene inovacije, nudeći jedinstvene sposobnosti koje dopunjuju – a ne imitiraju – američke i ruske sisteme. Njegova stalna evolucija obezbeđuje relevantnost u savremenim pretnjama, dok operativna fleksibilnost ostaje njegov zaštitni znak.

## Operateri

### Trenutni operateri

#### Raketa vazduh-vazduh
- : Hrvatska

Hrvatsko ratno vazduhoplovstvo: Uz kupovinu borbenih aviona Rafal F3R dolaze rakete MICA u radarski vođenoj i infracrvenoj verziji; razmatrana je mogućnost nabavke istog sistema u VL verziji, tj. sistema zemlja-vazduh.
- : Egipat

Egipatske vazduhoplovne snage: MICA EM/IR korišćen na Rafalima, kupljeno je 150 projektila 
- : Francuska

Francuske vazduhoplovne i svemirske snage: koriste se na avionima Miraž 2000-5, Miraž 2000D RMV i Rafal.
Francuska mornarica: koristi se na avionima Rafal M.
- : Grčka

Grčke vazduhoplovne snage: MICA EM/IR  na Miraž 2000 i Rafal.
- 100 projektila naručeno 2000 (isporuka 2003-04) 

- 100 naručeno 2003 

- : Indija

Indijsko vazduhoplovstvo: 200 MICA-IR i 1000 MICA-RF projektila integrisano je u nadograđene Miraže-2000 i Rafale. Indijsko vazduhoplovstvo uspešno je testiralo raketu MICA iz svog aviona Suhoj Su-30MKI.
- : Maroko

Kraljevsko marokansko vazduhoplovstvo:  150 projektila naručeno 2005 
- : Katar

Vazduhoplovstvo Emira Katara: 100 MICA-EM naručeno 1994, 150 MICA-IR + 150 MICA-EM naručeno 2015 
- : Kina

Vazduhoplovstvo Republike Kine: 960 prvobitno kupljenih za opremanje lovaca Miraž 2000-5 RoCAF-a. Nacionalni institut za nauku i tehnologiju Chung-Shan dobio je zadatak da unapredi raketu 2016. godine.
- : Ujedinjeni Arapski Emirati

Vazduhoplovstvo Ujedinjenih Arapskih Emirata: na Miražu 2000, 500 projektila naručeno 1998.

#### Raketa zemlja-vazduh
- : Bocvana

Kopnene snage Bocvane: 1 baterija VL MICA na lanseru za podizanje, nabavljena 2016. Za ovaj sistem je nabavljeno 50 projektila.
- : Maroko

Kraljevska marokanska vojska: 4 baterije VL MICA, 200 raketa naručeno za te sisteme u 2020 
- : Oman

Kraljevske vojske Omana: (prva baterija za klijenta 1 naručena 2009, isporučena 2012, 50 projektila) Kopneni VL MICA 
- : Saudijska Arabija

Protivvazdušna odbrana Nacionalne garde Saudijske Arabije: VL-MICA, 5 baterija naručene 2013. sa 250 projektila 
- : Tajland

Kraljevska tajlandska vojska: 1 VL MICA baterija, 50 projektila naručeno 2016.

#### Mornarička raketa zemlja-vazduh
- : Egipat

VL MICA-M instaliran na 4 korvete klase Govind (16 VLS), 75 raketa kupljenih po tom ugovoru 
VL-MICA-M instaliran na 4 MEKO-A200-EN sa svakim 32 × VLS za MBDA MICA-NG, 200 projektila kupljenih po tom ugovoru.
Kupljeno 75 projektila.
- : Indonezija

Indonežanska mornarica: 2 VL MICA-M instalirana na Martadinata fregati klase.
- 40 MICA projektila kupljenih 2018 

- : Maroko

Kraljevska marokanska mornarica: VL MICA-M instaliran na dizajnu klase Sigma.
- : Oman

Kraljevska mornarica Omana: VL MICA-M se koristi na Khareef korvetama klase (naručene 2008, isporučene 2013-14, 60 projektila) 
- : Katar

Emir katarske mornarice naručio 2 Musherib sa po 8 VLS MICA i 30 projektila patrolna broda klase je 2016. godine.
- : Saudijska Arabija

Mornarica Saudijske Arabije: VL MICA-M. naručeno za 5 fregata Avante-2200 , naručeno 2018. sa 120 raketa 
- : Singapur

Mornarica Republike Singapura: 8 Independence brodova za priobalne misije klase opremljeno je VL MICA-M, 150 projektila naručeno za njega 2013.
- : Ujedinjeni Arapski Emirati

Mornarica Ujedinjenih Arapskih Emirata: VL MICA-M na patrolnom brodu klase 2 Falaj , naručeno 20 projektila za 2 korvete.

#### Mornarička podvodna-vazduh raketa
- : Francuska

Francuska mornarica: na podmornici klase Barakuda.
- : Indija

Indijska mornarica: na klasi podmornice Kalgari.

### Budući operateri
- : Bugarska

Bugarska mornarica: U septembru 2022. bugarska vlada je odlučila da kupi VL MICA za dva buduća patrolna broda bugarske mornarice. Prvi brod je u izgradnji i biće pušten u rad 2025. godine.
- : Malezija

Kraljevska malezijska mornarica: VL MICA-M je izabran za buduće klase Maharaja Lela fregate.
- : Filipini

Filipinska mornarica: VL-MICA odabrana za buduće klase Migel Malvar fregate.
- : Ukrajina

Ukrajinska mornarica: PVO sistem VL „MICA“ biće instaliran na korvetu klase Ada Hetman Ivan Mazepa. Dana 23. oktobra 2024. godine, Sebastijen Lekornu, francuski ministar oružanih snaga, najavio je da će Francuska poslati prvi od tri Miraža 2000 u Ukrajinu do marta 2025. Ovi avioni će moći da nose rakete SCALP-EG i MICA, imaju ažurirane sisteme za elektronsko ratovanje i da će ukrajinski piloti biti obučeni u tome 

### Potencijalni operateri
- : Jermenija
- Oružane snage Jermenije: Francuski ministar odbrane Sebastijen Lekornu pomenuo je njegovu moguću prodaju tokom posete Jermeniji u februaru 2024.[34]

## Galerija
- MICA Projektil
- VL MICA na Salon du Bourget 2015
- Maketa MICA projektila u Tajvanu

## Bibliografija
- Belan, Guillaume; Patrick Mercillon (2006). 1945–2005: La saga des missiles européens (на језику: француски). Paris: TTU. стр. 176. ASIN B00BDMIWYA.

## Spoljašnje veze
- „MBDA's Anti-Ship & Air Defence Weapons at LIMA 2013: Multiple Solutions For Multiple Missions”, priznanje mornarice, Архивирано из оригинала 15. 05. 2013. г., Приступљено 16. 04. 2025.